# Богарт (Џорџија)
Богарт (Џорџија) (енгл. Bogart) град је у америчкој савезној држави Џорџија. По попису становништва из 2010. у њему је живело 1.034 становника.

## Демографија
Према попису становништва из 2010. у граду је живело 1.034 становника, што је 15 (1,4%) становника мање него 2000. године.
| Група             | 2000.       | 2010.       |
| Белци             | 970 (92,5%) | 846 (81,8%) |
| Афроамериканци    | 47 (4,5%)   | 69 (6,7%)   |
| Азијати           | 4 (0,4%)    | 25 (2,4%)   |
| Хиспаноамериканци | 24 (2,3%)   | 81 (7,8%)   |
| Укупно            | 1.049       | 1.034       |